# Dyn
Dyn (також Dyn Inc) — компанія, що надає інтернет DNS і поштові послуги комерційним та приватним користувачам. Первісно вона надавала безкоштовну послугу динамічного DNS, яка дозволяла користувачам мати піддомен, який вказував на комп'ютер зі змінною IP-адресою, такі надаються багатьма постачальниками послуг інтернету. Оновлення, яке клієнт встановлював на свій комп'ютер або вбудовував у мережевий пристрій, такий як маршрутизатор, підтримувало доменне ім'я прив'язаним до поточної IP-адреси. Але наразі надається лише 14-денна пробна версія (безкоштовна послуга більше недоступна). Компанія також надає безкоштовну послугу фільтрації змісту — Internet Guide.
Dyn пропонує реєстрацію доменів, рекурсивний DNS, перенаправлення пошти, мережевий моніторінг і перенаправлення URL. Штаб-квартира розташована в Манчестері штат Нью-Гемпшир.